# جيروم سينغلتون
جيروم سينغلتون (بالإنجليزية: Jerome Singleton) هو منافس ألعاب قوى أمريكي، ولد في 7 يوليو 1986 في غرينوود في الولايات المتحدة.

## روابط خارجية
- جيروم سينغلتون على موقع Paralympic.org (الإنجليزية)
- جيروم سينغلتون على موقع اللجنة الأولمبية والبارالمبية الأمريكية (الإنجليزية)